# Kevin Richard Russell

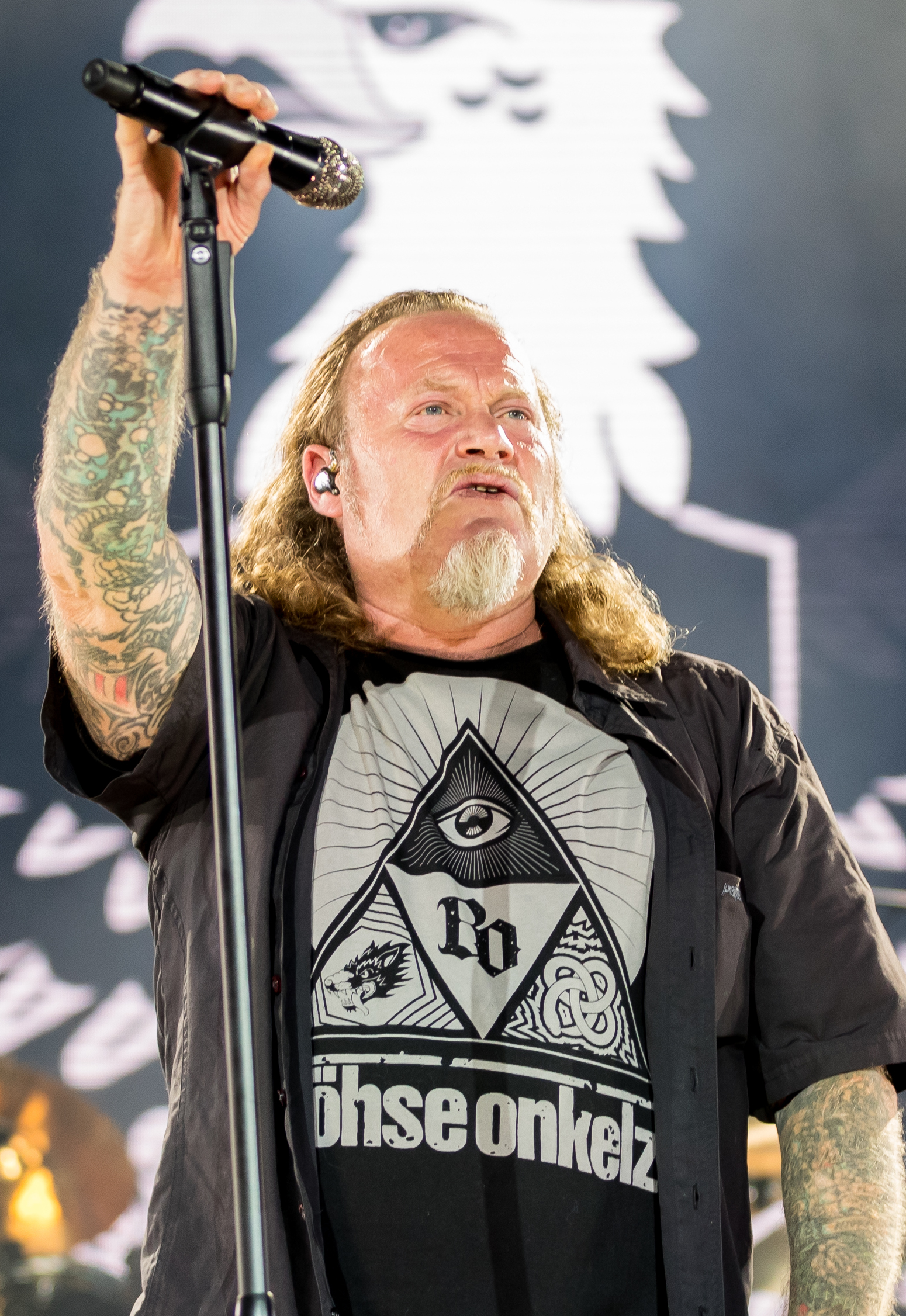
Kevin Richard Russel

Kevin Richard Russell (Hamburgo, Alemanha, 12 de janeiro de 1964) é um músico alemão e um dos três membros fundadores da banda Böhse Onkelz (tios malvados). Ele foi o cantor da banda desde 1980 até 2005, quando a banda encerrou sua atividade.

## Biografia
Kevin Russell cresceu como o mais novo de três irmãos (uma irmã e dois irmãos). Seu pai, provindo da Inglaterra, trabalhava na Lufthansa. Sua mãe tinha problemas com alcool, o que teve um impacto muito negativo na família.
Em 1977, Russell e sua família se mudaram de Hamburgo para Hösbach. Ali ele conheceu Peter Schorowsky e Stephan Weidner. Juntos fundaram a banda Böhse Onkelz.
Russell trabalhou como mecânico em um navio, e depois como tatuador em um estúdio de um de seus amigos.
Possui uma voz bastante agressiva
Em 4 de outubro de 2010 foi condenado a dois anos e três meses de prisão privativa de liberdade por ter causado um acidente de automóvel com seu Audi R8 na Bundesautobahn 66 na noite da véspera de Ano-Novo de 2009 e por fuga de motorista do local do acidente, que deixou duas pessoas gravemente feridas. Em dezembro de 2011, Russell deixou a prisão e foi para um centro de reabilitação de drogas, que informa o sistema judiciário regularmente durante o curso da terapia contra as drogas. 